# Хауха (город)
Хауха (исп. Jauja, кечуа Shawsha) — город в центральной части Перу. Административный центр провинции Хауха региона Хунин.

## География
Город Хауха лежит в долине реки Рио-Мантаро, на высоте в 3.352 метра над уровнем моря, на 45 километров севернее города Уанкайо. Разделён на три административных района: Хауха, Мауса и Яуйос. 

## История
Город был основан 25 апреля 1534 года Франциско Писарро при завоевании Перу испанцами и был временным административным центром губернаторства Новая Кастилия. После строительства новой столицы Сьюдад де Лос Ройес (Ciudad de los Reyes) - Лимы распоряжением Писарро в январе 1535 года, которая находилась вблизи океанского порта Кальяо, Хауха потеряла своё значение, однако осталась местом, где располагалось интендантство Тармы.

## Транспорт
Близ Хауха находится аэропорт Франциско Карле региона Хунин. Через город проходит железная дорога Оройя- Уанкавелика. 

## Известные жители
- Мария Луиза Агилар (1938–2015), астроном.